# 奧比群島
奧比群島是印度尼西亞的群島，位於布魯島和斯蘭島以北，北面有德那第島，南面有安汶島，行政方面由北摩鹿加省南哈马黑拉县負責管轄，最大島嶼是奧比島。
1°30′S 127°45′E / 1.500°S 127.750°E